# Mosteiro (Vieira do Minho)
Mosteiro es una freguesia portuguesa del concelho de Vieira do Minho, con 10,62 km² de superficie y 931 habitantes (2001). Su densidad de población es de 87,7 hab/km².